# Pediasia scolopendra
Pediasia scolopendra là một loài bướm đêm trong họ Crambidae.